# Naissance en 1302
Naissance
- 1298
- 1299
- 1300
- 1301
- 1302
- 1303
- 1304
- 1305
- 1306

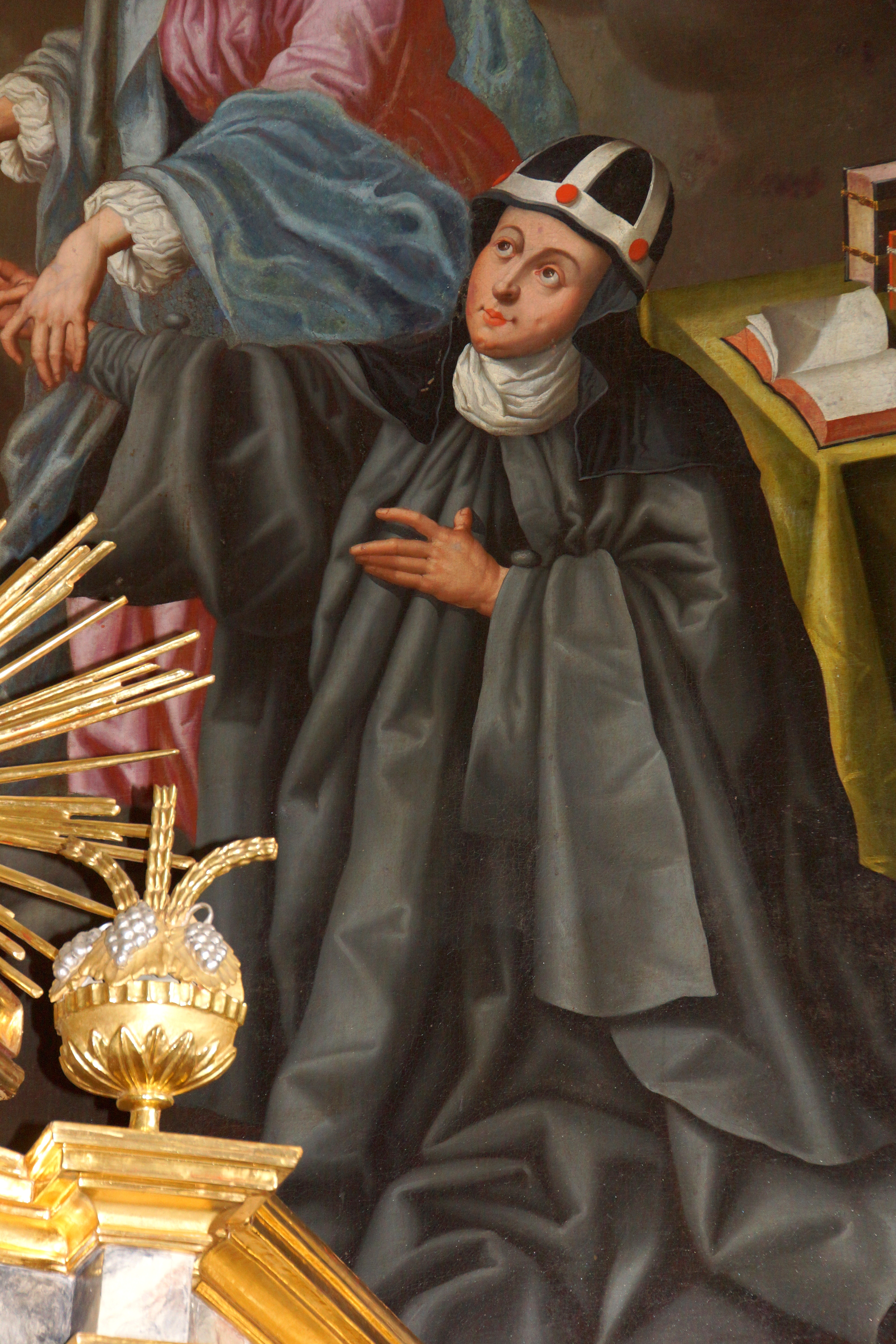
Brigitte de Suède, née en 1302.

Cette page dresse une liste de personnalités nées au cours de l'année 1302  :
- 5 juin : Gauthier III d'Enghien, chevalier brabançon, seigneur d'Enghien.
- 24 novembre : Philippe de Vitry, évêque de Meaux, compositeur et théoricien français de la période médiévale.
- 7 décembre : Azzon Visconti, noble italien qui fut seigneur général de Milan.

- Changchub Gyaltsen, fondateur de la dynastie Phagmodrupa, il gouverne le Tibet.
- André Corsini, carme italien, évêque de Fiesole.
- Hōjō Sadayuki, membre du clan Hōjō est le douzième minamikata rokuhara Tandai (chef de la sécurité intérieure de Kyoto).
- Konoe Tsunetada, noble de cour japonais (kugyō) de l'époque de Kamakura, il exerce la fonction de régent kampaku.
- Jean V de Brandebourg, surnommé « l'Illustre » (der Erlauchte), margrave de Brandebourg.
- Othon Ier de Bade-Sausenberg, membre de la maison de Zähringen, issu de la maison de Bade, il est co-margrave de Rötteln et Sausenberg.
- Brigitte de Suède, princesse suédoise,  sainte patronne de la Suède et des pèlerins, cosainte patronne de l'Europe.

## Crédit d'auteurs
- Cet article est partiellement ou en totalité issu de l'article intitulé « 1302 » (voir la liste des auteurs).